# 3G
A 3G egy vezeték nélküli mobilinternet szabvány. A harmadik generációt képviseli, és jóval nagyobb adatátviteli sebességre képes (akár 21 Mbit/s HSPA + használatával, egyébként max. 384 kbit/s), mint a második generációs (2G), GSM-szabványnál legfeljebb 220 kbit/s az adatátviteli sebesség (EDGE).

## Szabványosítás
A Nemzetközi Távközlési Egyesület a 3G-t választotta ki, és ezért ez az egyik a szabványa a harmadik generációs mobilkommunikációnak. Eredetileg az Európai Távközlési Szabványügyi Intézet szabványosította, ma a 3rd Generation Partnership Project (3GPP) tovább fenntartja. A szabványt folyamatosan bővítik, például megnövekedett a maximális adatsebességű HSDPA-val.

## 3G rendszerek részletezve
| ITU IMT-2000 compliant szabványok | szokásos elnevezés(ek) | szokásos elnevezés(ek) | adatsávszélesség    | pre-4G upgrade           | duplex | csatorna  | leírás                                                  | Történelmi alkalmazási területek       |
| --------------------------------- | ---------------------- | ---------------------- | ------------------- | ------------------------ | ------ | --------- | ------------------------------------------------------- | -------------------------------------- |
| TDMA Single‑Carrier (IMT‑SC)      | EDGE (UWC-136)         | EDGE (UWC-136)         | EDGE Evolution      | valószínűleg abbahagyták | FDD    | TDMA      | minőségi feljavítás a GSM/GPRS-ra                       | Világszerte, kivéve Japán és Dél-Korea |
| CDMA Multi‑Carrier (IMT‑MC)       | CDMA2000               | CDMA2000               | EV-DO               | UMB                      | FDD    | CDMA      | minőségi feljavítás a cdmaOne-ra (IS-95)                | Amerika, Ázsia, néhány további         |
| CDMA Direct Spread (IMT‑DS)       | UMTS                   | W-CDMA                 | HSPA                | LTE                      | FDD    | CDMA      | A korábbi GSM család forradalmi továbbfejlesztései      | Világszerte                            |
| CDMA TDD (IMT‑TC)                 | UMTS                   | TD‑CDMA                | HSPA                | LTE                      | TDD    | CDMA      | A korábbi GSM család forradalmi továbbfejlesztései      | Európa                                 |
| CDMA TDD (IMT‑TC)                 | UMTS                   | TD‑SCDMA               | HSPA                | LTE                      | TDD    | CDMA      | A korábbi GSM család forradalmi továbbfejlesztései      | Kína                                   |
| FDMA/TDMA (IMT‑FT)                | DECT                   | DECT                   | none                | none                     | TDD    | FDMA/TDMA | rövid-hatótávolságú; vezetéknélküli telefonok szabványa | Európa, USA                            |
| IP‑OFDMA                          |                        |                        | WiMAX (IEEE 802.16) | WiMAX (IEEE 802.16)      | TDD    | OFDMA     |                                                         | Világszerte                            |

## Magyarországi története
Magyarországon 2005-ben indította mindhárom mobilszolgáltató (akkori nevükön: T-Mobile, Pannon GSM és Vodafone) a 3G hálózatát. A Telekom 2022. június 29-ig üzemeltette, a Yettel 2022. június 19-én a 900 MHz-es frekvencián (amit főként vidéki, ritkábban lakott területeken használtak) lekapcsolta, a 2100 MHz-es frekvencián pedig 2023. november 13-án kapcsolta le a szolgáltatást. A Vodafone-nál 2023. április 10-éig volt elérhető a szolgáltatás.

## Fordítás
- Ez a szócikk részben vagy egészben  az   UMTS című német Wikipédia-szócikk fordításán alapul.  Az eredeti cikk szerkesztőit annak laptörténete sorolja fel. Ez a jelzés csupán a megfogalmazás eredetét és a szerzői jogokat jelzi, nem szolgál a cikkben szereplő információk forrásmegjelöléseként.